# El cautivo
El cautivo (internationaler englischsprachiger Titel The Captive, beides für „Der Gefangene“) ist ein Abenteuerfilm von Alejandro Amenábar. Der im Jahr 1575 spielende Film mit Julio Peña als der junge Miguel de Cervantes und Alessandro Borghi als Korsar, der ihn gefangen hält, ist eine Koproduktion von Spanien und Italien und soll im September 2025 beim Toronto International Film Festival seine Premiere feiern. Der Kinostart in Spanien ist Mitte Oktober 2025 geplant.

## Handlung
Wir schreiben das Jahr 1575. Der junge Miguel de Cervantes wird bei einem Seegefecht verwundet und auf dem Rückweg nach Spanien auf hoher See von algerischen Korsaren gefangen genommen. Miguel ist sich bewusst, dass ihn in Algier ein grausamer Tod erwartet, wenn das Lösegeld für ihn nicht bald bezahlt wird, und findet in der Kunst des Geschichtenerzählens eine unerwartete Zuflucht. Seine faszinierenden Geschichten geben seinen Mitgefangenen wieder Hoffnung und erregen schließlich die Aufmerksamkeit von Hasán, dem geheimnisvollen und gefürchteten Bajá von Algier, zu dem er eine seltsame Zuneigung entwickelt. Als die Konflikte unter seinen verzweifelten Gefährten zunehmen, beginnt Miguel, getrieben von seinem unerschütterlichen Optimismus, einen gewagten Fluchtplan auszuhecken.

## Hintergrund
„Miguel de Cervantes hat eine großartige Geschichte unerzählt hinterlassen: seine eigene. Es ist Zeit, dass wir sie hören.“

Der spanische Schriftsteller und Nationaldichter Miguel de Cervantes trat nach einigen Jahren bei der spanischen Marine im September 1575 im Alter von 28 Jahren die Heimreise an Bord der Galeere Sol an. Als sich das Schiff bereits der katalanischen Küste näherte, wurde es von algerischen Korsaren angegriffen. Die überlebenden Passagiere wurden nach einem verlustreichen Kampf gefangen genommen und als Sklaven nach Algier verschleppt. Fünf Jahre und vier erfolglose Fluchtversuche später wurde Cervantes durch den Trinitarier-Orden freigekauft und kehrte nach Spanien zurück. In seinem ersten Theaterstück Los tratos de Argel verarbeitete er seine Erfahrungen aus der Gefangenschaft.

## Produktion

### Filmstab, Besetzung und Kostüme
Regie führte Alejandro Amenábar, der auch das Drehbuch schrieb. Er komponierte zudem die Musik für den Film. Es handelt sich bei El cautivo um seinen zehnten Spielfilm. Sein Film Das Meer in mir aus dem Jahr 2004 wurde als bester fremdsprachiger Film mit einem Oscar ausgezeichnet. Zu den weiteren früheren bekannten Werken des chilenisch-spanischen Regisseurs gehören The Others mit Nicole Kidman von 2001, Agora – Die Säulen des Himmels mit Rachel Weisz, Max Minghella und Oscar Isaac von 2009 und Regression mit Ethan Hawke und Emma Watson von 2015.
Der Spanier Julio Peña und der Italiener Alessandro Borghi spielen in den Hauptrollen den Schriftsteller Miguel de Cervantes und den Bajá Hasán. Miguel Rellán spielt Antonio de Sosa, Fernando Tejero  Blanco de Paz und José Manuel Poga Diego Castañeda. Weiter auf der Besetzungsliste finden sich Luis Callejo und Roberto Álamo. Das Casting übernahmen Eva Leira und Yolanda Serrano.
Die Gestaltung der Kostüme übernahm Nicoletta Taranta.

### Filmförderung und Dreharbeiten
Der Film erhielt eine finanzielle Unterstützung in Höhe von 1,2 Millionen Euro vom Instituto de la Cinematografía y de las Artes Audiovisuales, weitere 500.000 Euro von Eurimages und eine Förderung von der Direzione Generale Cinema e Audiovisivo des italienischen Kulturministeriums.
Die Dreharbeiten fanden von Anfang April bis Mitte Juni 2024 in der Provinz Valencia, in Alicante, unter anderem in den dortigen Ciudad de la Luz-Studios, in Santa Pola und in Sevilla statt. Als Kameramann fungierte Alex Catalán, bekannt für seine Arbeit an Filmen wie 7 Jungfrauen und Loving Pablo von Fernando León de Aranoa, Yuli von Icíar Bollaín und Prison 77 – Flucht in die Freiheit  von Alberto Rodríguez.

### Marketing und Veröffentlichung
Im Februar 2024 wurde der Film von Film Constellation auf dem European Film Market vorgestellt. Der erste Teaser-Trailer wurde Ende Februar 2025 vorgestellt, ein längerer Trailer Mitte Juni 2025. Die Premiere des Films ist am 6. September 2025 beim Toronto International Film Festival geplant. Am 17. Oktober 2025 soll El cautivo in die spanischen Kinos kommen.